# Franklin (Alabama)
Franklin é uma cidade  localizada no estado americano do Alabama, no Condado de Macon.

## Demografia
Segundo o censo americano de 2000, a sua população era de 149 habitantes.
Em 2006, foi estimada uma população de 147, um decréscimo de 2 (-1.3%).

## Geografia
De acordo com o United States Census Bureau, a localidade tem uma área de 8,7 km², sem área coberta por água. Franklin localiza-se a aproximadamente 601 m acima do nível do mar.

## Localidades na vizinhança
O diagrama seguinte representa as localidades num raio de 32 km ao redor de Franklin.